# Premiul Saturn

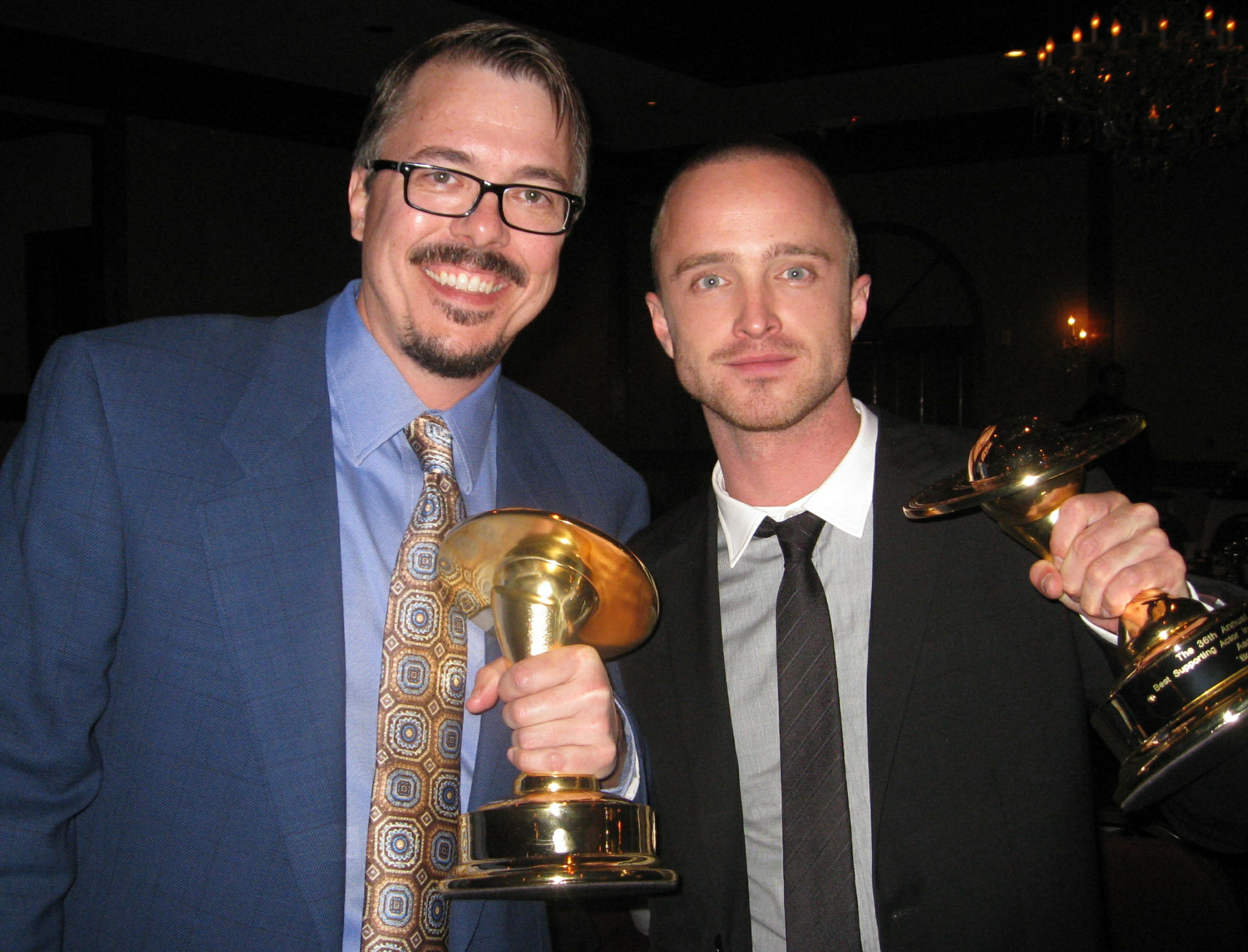
Vince Gilligan și Aaron Paul prezentând Premiile Saturn câștigate

Premiul Saturn (în engleză: Saturn Awards) este premiul decernat în fiecare an de către organizația Academy of Science Fiction, Fantasy and Horror Films, filmelor de un anumit gen artistic (SF, Fantezii și Horror).
Organizația a fost fondată de Dr. Donald A. Reed în anul 1972, în Statele Unite ale Americii, ca o organizație non-profit cu scopul de a onora și a promova genurile Science Fiction, Fantasy și Horror care, după cum a observat, nu au fost niciodată respectate la modul cuvenit. Într-adevăr, în aceea perioadă aceste filme erau considerate mai degrabă "filme pentru copii care distrează și nu creează probleme în percepere".
Astfel, Dr. Reed prin organizația creată, promovează aceste genuri de filme ca să devină cunoscute de publicul larg spectator prin premierea lor, filme în fond pline de creativitate și idei noi. El a creat astfel un festival anual de premiere, cunoscut astăzi ca "Saturn Awards".
Prima variantă a premiului s-a numit "Golden Scroll" (Pergamentul auriu), care a rămas ca denumire oficială în primii cinci ani de acordare. În anul 1977, Dr. Reed a semnat un acord cu un producător cunoscut publicului pentru a crea o emisiune televizată intitulată "The Science Fiction Film Awards". Această emisiune a fost începutul cunoscutului apoi, "Saturn Awards". În primii doi ani premierile televizate l-au avut ca moderator pe actorul William Shatner (interpretul celebrului căpitan James T. Kirk din serialul "Star Trek"), iar în al treilea an moderatorul a fost actorul Mark Hamill (Luke Skywalker din "Star Wars"). După aceea, festivitatea de premiere n-a mai fost televizată.
În anii '80, Dr. Reed și conducătorii Academiei s-au întâlnit cu diverși producători independenți, care au crezut că ar putea televiza festivitatea, dar, din păcate, nici unul dintre ei n-au reușit.
În anii '90, Academia a început să organizeze festivitatea de premiere din resurse proprii, încercare care a reușit. Academia a început să introducă noi categorii de premieri, cum ar fi cele mai bune producții de televiziune, cele mai bune filme de acțiune, aventură, thriller, și anul 2005, cel mai bun joc video.
Similar cu alte premii, ca Oscarul, Emmy sau Grammy, premiile Saturn sunt votate de membrii Academiei, care este o organizație non-profit cu membrii care pot fi aleși din public. Primele premii au fost prezentate de William Shatner și au fost acordate în 1972.

## Categorii de acordare a "Saturn Award"

### Film de lung metraj
- Cel mai bun film științifico-fantastic
- Cel mai bun film fantastic
- Cel mai bun film de groază
- Cel mai bun film de acțiune/aventură/thriller
- Cel mai bun film de animație
- Cel mai bun actor
- Cea mai bună actriță
- Cel mai bun actor în rol secundar
- Cea mai bună actriță în rol secundar
- Cel mai bun actor tânăr
- Cel mai bun regizor
- Cel mai bun scenariu
- Cea mai bună muzică
- Cel mai bun machiaj
- Cele mai bune costume
- Cele mai bune efecte speciale
- Cel mai bun film independent

### Filme de televiziune
- Best Network Television Series
- Best Syndicated/Cable Television Series
- Best Television Presentation
- Best Actor on Television
- Best Actress on Television
- Best Supporting Actor on Television
- Best Supporting Actress on Television

### Home video
- Best DVD Release (film)
- Best DVD Special Edition Release
- Best Television DVD Classic Film Release
- Best DVD Collection
- Best DVD Release (television)

### Multimedia
- Best Video Game Release (Science Fiction, Fantasy, Horror)